# Noorwegen op het Eurovisiesongfestival 2004
Noorwegen nam deel aan het Eurovisiesongfestival 2004 in Istanboel (Turkije). Het was de 43ste keer dat Noorwegen deelnam aan het Eurovisiesongfestival. NRK was verantwoordelijk voor de Noorse bijdrage voor de editie van 2004.

## Selectieprocedure
Net zoals hun vorige deelname, koos men er weer voor om een nationale finale te organiseren.
Deze vond plaats in de Spektrum Arena in Oslo op 6 maart 2004 en werd gepresenteerd door Ivar Dyrhaug.
In totaal deden er twaalf artiesten mee aan deze finale en de winnaar werd gekozen door een mix van televoting.
Er waren twee stemronden. In de eerste ronde werden de beste vier liedjes geselecteerd waarna deze onderling uitmaakten wie naar Istanboel mocht.
| Volgorde | Artiest                | Lied                            | Punten | Plaats |
| -------- | ---------------------- | ------------------------------- | ------ | ------ |
| 1        | Aslak J. Johnsen       | "I Don't Understand Her"        | 19     | 7      |
| 2        | Maria Moe              | "The Way I Feel"                | 10     | 10     |
| 3        | Wig Wam                | "Crazy Things"                  | 34     | 4      |
| 4        | Ja-Da                  | "Mr. Brown"                     | 31     | 5      |
| 5        | Rebecca                | "1000 and One Nights"           | 41     | 3      |
| 6        | Christian Hovda        | "Crying"                        | 0      | 11     |
| 7        | Dilsa                  | "What Do You Think I Am"        | 16     | 8      |
| 8        | Svein Lindland         | "See the World"                 | 30     | 6      |
| 9        | Malin Schavenius       | "Sunshine"                      | 0      | 11     |
| 10       | Knut Anders Sørum      | "High"                          | 50     | 1      |
| 11       | Lisa Marie Strandengen | "I Knock On Wood"               | 11     | 9      |
| 12       | Arlene Wilkes          | "This Is Where You Got It From" | 48     | 2      |

| Artiest           | Lied                            | Televoting | Plaats |
| ----------------- | ------------------------------- | ---------- | ------ |
| Wig Wam           | "Crazy Things"                  | 48,920     | 3      |
| Rebecca           | "1000 and One Nights"           | 46,675     | 4      |
| Knut Anders Sørum | "High"                          | 82,427     | 1      |
| Arlene Wilkes     | "This Is Where You Got It From" | 56,281     | 2      |

## In Istanboel
Doordat Noorwegen in 2003 de vierde plaats had behaald hoefde men niet aan te treden in de halve finale, maar konden ze gelijk door naar de finale.
In Turkije moest Noorwegen optreden als derde in deze finale, na Oostenrijk en voor Frankrijk. Na de stemming bleek dat Noorwegen de vierentwintigste plaats had behaald met 3 punten.
België en Nederland hadden geen punten over voor deze inzending.

### Gekregen punten

#### Finale
| 12 punten | 10 punten | 8 punten | 7 punten | 6 punten |
| --------- | --------- | -------- | -------- | -------- |
|           |           |          |          |          |
| 5 punten  | 4 punten  | 3 punten | 2 punten | 1 punt   |
|           |           | - Zweden |          |          |

### Punten gegeven door Noorwegen

#### Halve finale
Punten gegeven in de halve finale:
| 12 punten | Bosnië en Herzegovina |
| 10 punten | Servië en Montenegro  |
| 8 punten  | Albanië               |
| 7 punten  | Oekraïne              |
| 6 punten  | Denemarken            |
| 5 punten  | Griekenland           |
| 4 punten  | Cyprus                |
| 3 punten  | Finland               |
| 2 punten  | Nederland             |
| 1 punt    | Estland               |

#### Finale
Punten gegeven in de finale:
| 12 punten | Zweden                |
| 10 punten | Bosnië en Herzegovina |
| 8 punten  | Turkije               |
| 7 punten  | Oekraïne              |
| 6 punten  | Servië en Montenegro  |
| 5 punten  | IJsland               |
| 4 punten  | Cyprus                |
| 3 punten  | Albanië               |
| 2 punten  | Griekenland           |
| 1 punt    | Duitsland             |

1960 · 1961 · 1962 · 1963 · 1964 · 1965 · 1966 · 1967 · 1968 · 1969 · 1970 · 1971 · 1972 · 1973 · 1974 · 1975 · 1976 · 1977 · 1978 · 1979 · 1980 · 1981 · 1982 · 1983 · 1984 · 1985 · 1986 · 1987 · 1988 · 1989 · 1990 · 1991 · 1992 · 1993 · 1994 · 1995 · 1996 · 1997 · 1998 · 1999 · 2000 · 2001 · 2002 · 2003 · 2004 · 2005 · 2006 · 2007 · 2008 · 2009 · 2010 · 2011 · 2012 · 2013 · 2014 · 2015 · 2016 · 2017 · 2018 · 2019 · 2020 · 2021 · 2022 · 2023 · 2024 · 2025